# Coniopteryx (Xeroconiopteryx) latigonarcuata
Coniopteryx (Xeroconiopteryx) latigonarcuata is een insect uit de familie van de dwerggaasvliegen (Coniopterygidae), die tot de orde netvleugeligen (Neuroptera) behoort. 
Coniopteryx (Xeroconiopteryx) latigonarcuata is voor het eerst wetenschappelijk beschreven door Meinander in 1972.